# Михайловська сільська рада (Бакалинський район)
Миха́йловська сільська рада (рос. Михайловский сельский совет) — муніципальне утворення у складі Бакалинського району Башкортостану, Росія. Адміністративний центр — село Михайловка.

## Населення
Населення — 666 осіб (2019, 865 у 2010, 1027 у 2002).

## Склад
До складу поселення входять такі населені пункти:
| Населений пункт              | Населення, осіб (2002) | Населення, осіб (2010) |
| ---------------------------- | ---------------------- | ---------------------- |
| Бугабашево, село             | 191                    | 185                    |
| Будьонновець, присілок       | 65                     | 71                     |
| Михайловка, село             | 164                    | 117                    |
| Нижнє Новокостеєво, присілок | 27                     | 14                     |
| Новий Шуган, присілок        | 152                    | 124                    |
| Орловка, присілок            | 112                    | 82                     |
| Пушкіно, присілок            | 1                      | -                      |
| Утарово, село                | 244                    | 207                    |
| Чумаля, присілок             | 71                     | 65                     |